# ザッショクノボリフジ
ザッショクノボリフジ（雑色昇藤、学名: Lupinus mutabilis）は、ルピナス属（ハウチワマメ属）の植物種の一つ。その食用豆のためにアンデスで栽培されている。現地ではtarwi、tarhui、chocho、altramuzなどと呼ばれる。
種小名の「mutabilis」はラテン語で「変わりやすい、気まぐれな」を意味する。

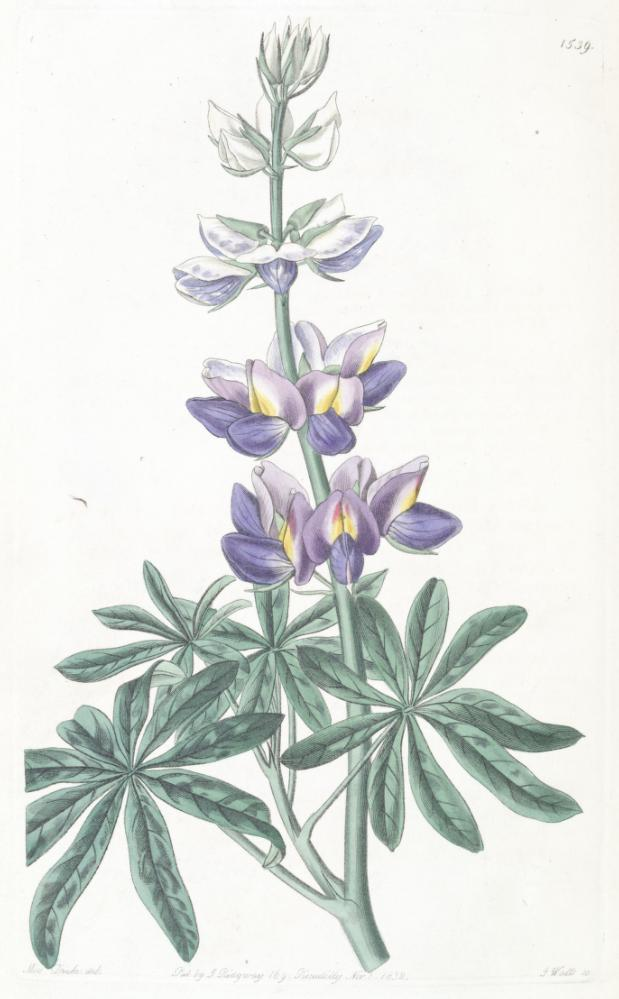
イラスト

乳白色の種子は40%以上のタンパク質と20%の脂肪を含んでおり、古代からアンデスの人々によって特にスープ、シチュー、サラダあるいは茹でたトウモロコシと混ぜて食料として利用されてきた。その他の豆類と同様に、必須アミノ酸のリジンが豊富である。種皮は柔いため調理が容易である。
ザッショクノボリフジは含有するアルカロイドが原因の苦味のためにより広く利用されてはこなかった。ルピナス属としては、異常に高い量のスパルテインを含んでおり、全アルカロイド量の半分近くにも達する。しかしながら、このアルカロイドは水溶性であり、種子は数日間水に浸すことで取り除くことができる。
平均タンパク質含有量は46%（41から51% の間で変動する）、平均脂肪含有量は20%（14から24%の間で変動する）であり、商業的な搾油を行うことができる。タンパク質の消化率および栄養価はダイズのものと類似していると報告されている。